# Ferme-Neuve
Ferme-Neuve es un municipio canadiense situado en la provincia de Quebec.

## Superficie
Ferme-Neuve tiene una superficie de 786,19 km².

## Demografía
En 2021, tenía 2716 habitantes, una densidad poblacional de 3,5 hab./km², y 1453 viviendas.